# Paolo Zangrillo
Paolo Zangrillo (ur. 3 grudnia 1961 w Genui) – włoski polityk i menedżer, deputowany i senator, od 2022 minister.

## Życiorys
W 1987 ukończył studia prawnicze na Uniwersytecie Mediolańskim. Zawodowo związany z sektorem prywatnym. Do 2005 pracował w Magneti Marelli, gdzie doszedł do stanowiska dyrektora do spraw stosunków przemysłowych i zasobów ludzkich. Później był wiceprezesem do spraw zasobów ludzkich w należącym do koncernu FIAT przedsiębiorstwie Fiat Powertrain Technologies (2005–2010), następnie wchodził w skład kierownictwa Iveco. Od 2011 do 2017 pełnił funkcję dyrektora do spraw personalnych w kompanii Acea.
Zaangażował się w działalność polityczną w ramach Forza Italia. W 2018 uzyskał mandat posła do Izby Deputowanych XVIII kadencji. W 2022 został natomiast wybrany w skład Senatu XIX kadencji.
W październiku 2022 objął stanowisko ministra bez teki do spraw administracji publicznej w nowo utworzonym rządzie Giorgii Meloni.